# Wahlenbergia napiformis
Wahlenbergia napiformis là loài thực vật có hoa trong họ Hoa chuông. Loài này được (A.DC.) Thulin miêu tả khoa học đầu tiên năm 1975.